# Andrea Elson
Andrea Hope Elson (New York, 6 marzo 1969) è un'attrice televisiva statunitense, attiva negli anni '80 e '90.

## Filmografia parziale
- I ragazzi del computer (The Whiz Kids) – serie TV, 18 episodi (1983-1984)
- Class Cruise - Una vacanza esagerata (Class Cruise) – film TV (1989)
- ALF – serie TV, 101 episodi (1986-1990)
- Il mio amico Frank (Frankenstein: The College Years) – film TV (1991)
- Sposati... con figli (Married... with Children) – serie TV, un episodio (1993)
- Innamorati pazzi (Mad About You) – serie TV, un episodio (1994)
- Una bionda per papà (Step by Step) – serie TV, un episodio (1996)